# Fort George (Ontario)

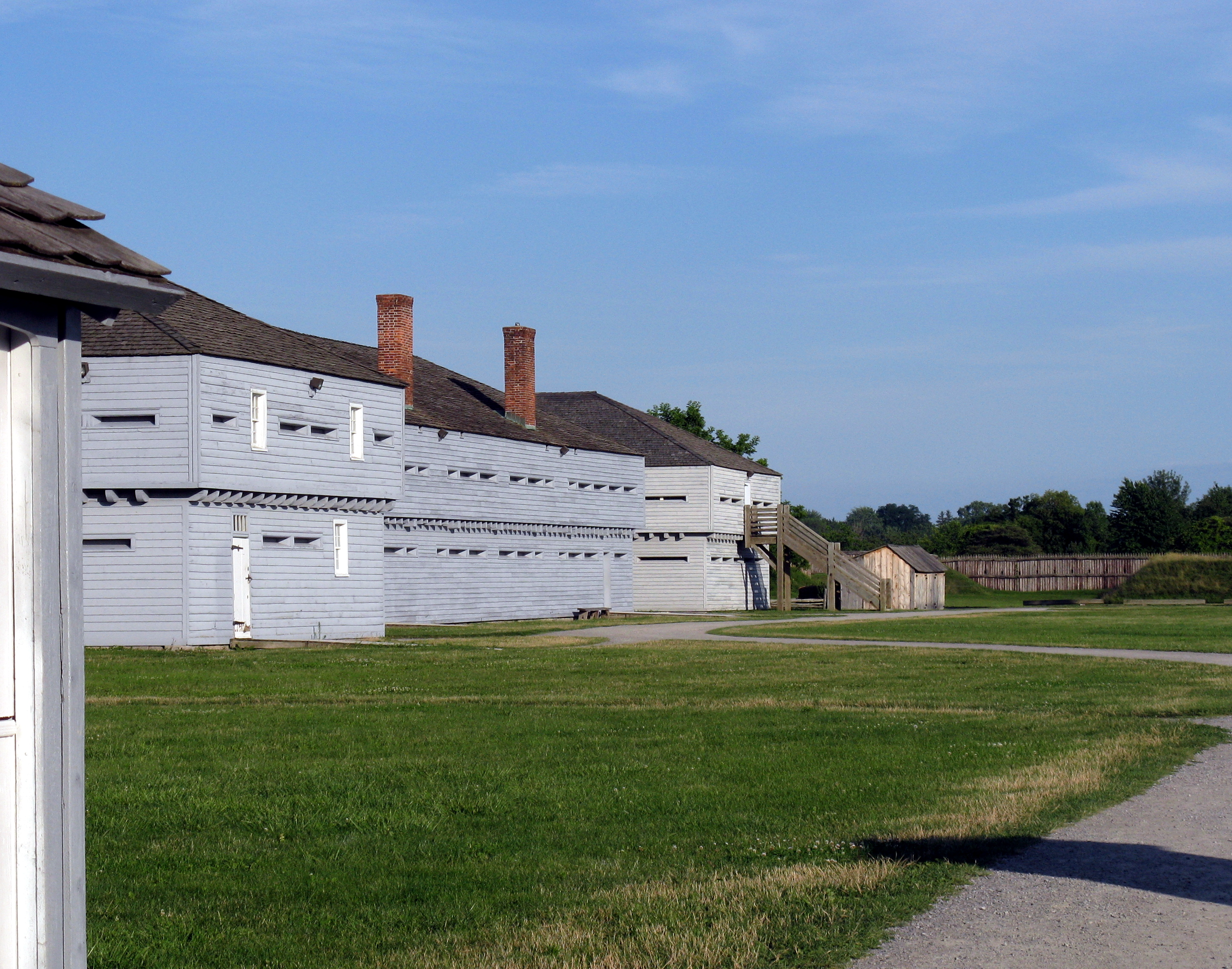
Fort George är idag ett historiskt minnesmärke.

Fort George var ett brittiskt (1802-1870) och kanadensiskt (1870-1891) militärt etablissemang beläget i Niagara-on-the-Lake. 

## Fästning
Fort George anlades av den brittiska armén sedan den 1796 överlämnat Fort Niagara till 
U.S. Army. Under 1812 års krig hölls fortet under en period 1813 av amerikanerna.

## Utbildningsdepå
Under första och andra världskrigen var Fort George kärnan i en stor utbildningsdepå, Camp Niagara.

## Historiskt minnesmärke
Den kanadensiska armén avvecklade Fort George 1965 och etablissemanget blev ett historiskt minnesmärke vilket under turistsäsongen har ett stort inslag av historiskt återskapande.